# Schlachtgeschwader 1
Le Schlachtgeschwader 1 (Sch.G.1 ou après octobre 1943 SG 1) (1er escadron d'attaque au sol) est une unité d'attaque au sol de la Luftwaffe pendant la Seconde Guerre mondiale.
L'escadron est totalement reformé après avoir été dissoute à la suite de la réorganisation des Schlachtgeschwader en octobre 1943.

## Schlachtgeschwader 1 avant octobre 1943

### Opérations
Le Sch.G.1 a mis en œuvre principalement des avions Messerschmitt Bf 109E et des Focke-Wulf Fw 190A, ainsi que des Henschel Hs 123 et Hs 129.

### Organisation

#### Stab. Gruppe
Le Stab./Sch.G.1 est formé le 13 janvier 1942 à Werl à partir du Stab II.(Sch)/LG 2.

Le 18 octobre 1943, il est renommé Stab IV./SG 9.
Geschwaderkommodore (Commandant de l'escadron) :
| Début        | Fin          | Grade          | Nom                      |
| ------------ | ------------ | -------------- | ------------------------ |
| Janvier 1942 | Juin 1942    | Oberstleutnant | Otto Weiss (en)          |
| 18 juin 1942 | 25 juin 1943 | Oberstleutnant | Hubertus Hitschhold (en) |
| Juin 1943    | Octobre 1943 | Oberstleutnant | Alfred Druschel          |

#### I. Gruppe
Formé le 13 janvier 1942 à Dugino  à partir du II.(Sch)/LG 2 avec :
- Stab I./Sch.G.1 à partir du Stab II.(Sch)/LG 2
- 1./Sch.G.1 à partir du 4./LG 2
- 2./Sch.G.1 à partir du 5./LG 2
- 3./Sch.G.1 à partir du 6./LG 2

Le 18 octobre 1943, le I./Sch.G.1 est renommé II./SG 77 avec :
- Stab I./Sch.G.1 devient Stab II./SG 77
- 1./Sch.G.1 est dissous
- 2./Sch.G.1 devient 5./SG 77
- 3./Sch.G.1 devient 6./SG 77

Gruppenkommandeure (Commandant de groupe) :
| Début           | Fin            | Grade     | Nom                 |
| --------------- | -------------- | --------- | ------------------- |
| 13 janvier 1942 | Mars 1943      | Major     | Alfred Druschel     |
| Mars 1943       | Septembre 1943 | Major     | Georg Dörffel (en)  |
| Septembre 1943  | Octobre 1943   | Hauptmann | Siegfried Steinhoff |

#### II. Gruppe
Formé le 13 janvier 1942 à Lippstadt avec :
- Stab II./Sch.G.1 nouvellement créé
- 5./Sch.G.1 nouvellement créé
- 6./Sch.G.1 nouvellement créé
- 7./Sch.G.1 nouvellement créé

Le 5./Sch.G.1 est renommé 8./Sch.G.2 en décembre 1942, et est reformé.
Le 18 octobre 1943, le II./Sch.G.1est renommé II./SG 2 avec :
- Stab II./Sch.G.1 devient Stab II./SG 2
- 5./Sch.G.1 devient 8./SG 2
- 6./Sch.G.1 devient 6./SG 2
- 7./Sch.G.1 devient 7./SG 2

Gruppenkommandeure :
| Début          | Fin            | Grade     | Nom                        |
| -------------- | -------------- | --------- | -------------------------- |
| 1er mars 1942  | Septembre 1942 | Hauptmann | Paul-Friedrich Darjes (en) |
| Septembre 1942 | Septembre 1943 | Hauptmann | Frank Neubert (en)         |
| Septembre 1943 | Octobre 1943   | Hauptmann | Heinz Frank (en)           |

#### 4. Staffel
Formé le 13 janvier 1942 à Dugino.

Le 18 octobre 1943, il est renommé 10.(Pz)/SG 9.
Staffelkapitäne :
| Début | Fin  | Grade        | Nom       |
| ----- | ---- | ------------ | --------- |
| 1943  | 1943 | Oberleutnant | Dornemann |

#### 8. Staffel
Formé le 13 janvier 1942 à Dugino à partir du 10.(Sch)/LG 2.

Le 18 octobre 1943, il est renommé 11.(Pz)/SG 9.
Staffelkapitäne :
| Début | Fin  | Grade    | Nom  |
| ----- | ---- | -------- | ---- |
| 1943  | 1943 | Leutnant | Orth |

#### Ergänzungsstaffel
Formé le 13 janvier 1943 à Novotcherkassk à partir du Erg.Staffel (Schlacht)/LG 2.

Il est dissous en décembre 1942.

## Schlachtgeschwader 1 après octobre 1943
Le 18 octobre 1943, le Schlachtgeschwader 1 est complètement reformé.

### Opérations
Le SG 1 a mis en œuvre principalement des avions Junkers Ju 87 et des chasseurs Focke-Wulf Fw 190.
Il a pris part aux engagements suivants :
- Crimée
- Afrique su Nord
- Retraite de Russie
- Kursk

### Organisation

#### Stab. Gruppe
Le Stab./SG 1 est formé le 18 octobre 1943 à Polozk à partir du Stab/St.G.1.

Geschwaderkommodore (Commandant de l'escadron) :
| Début           | Fin           | Grade          | Nom                 |
| --------------- | ------------- | -------------- | ------------------- |
| 18 octobre 1943 | 22 avril 1944 | Oberstleutnant | Gustav Preßler (en) |
| 22 avril 1944   | 8 mai 1945    | Major          | Peter Gassmann      |

#### I. Gruppe
Formé le 18 octobre 1943 à Bobruisk à partir du I./St.G.1 avec :
- Stab I./SG 1 à partir du Stab I./St.G.1
- 1./SG 1 à partir du 1./St.G.1
- 2./SG 1 à partir du 2./St.G.1
- 3./SG 1 à partir du 3./St.G.1

Le 3 mars 1945, le 3./SG 1 commence sa conversion sur des chasseurs Focke-Wulf Fw 190F-8 Panzerblitz.
Gruppenkommandeure (Commandant de groupe) :
| Début           | Fin             | Grade     | Nom                                  |
| --------------- | --------------- | --------- | ------------------------------------ |
| 18 octobre 1943 | 12 février 1945 | Major     | Horst Kaubisch (en) (Mort au combat) |
| 2 mars 1945     | 8 mai 1945      | Hauptmann | Arthur Pipan                         |

#### II. Gruppe
Formé le 18 octobre 1943 à Orcha  à partir du II./St.G.1 avec :
- Stab II./SG 1 à partir du Stab II./St.G.1
- 4./SG 1 à partir du 4./St.G.1
- 5./SG 1 à partir du 5./St.G.1
- 6./SG 1 à partir du 6./St.G.1

En décembre 1943, le 5./SG 1 est renommé 5./SG 2 et est reformé en janvier 1944.

Gruppenkommandeure :
| Début            | Fin             | Grade     | Nom                         |
| ---------------- | --------------- | --------- | --------------------------- |
| 18 octobre 1943  | 1943            | Hauptmann | Heinz Frank (en)            |
| 1943             | 1er mai 1944    | Hauptmann | Karl Schrepfer (en)         |
| 1er mai 1944     | 21 janvier 1945 | Major     | Ernst-Christian Reusch (en) |
| 1er février 1945 | 8 mai 1945      | Hauptmann | Heinrich Heins              |

#### III. Gruppe
Formé le 18 octobre 1943 à Bobruisk à partir du III./St.G.1 avec :
- Stab III./SG 1 à partir du Stab III./St.G.1
- 7./SG 1 à partir du  7./St.G.1
- 8./SG 1 à partir du 8./St.G.1
- 9./SG 1 à partir du 9./St.G.1

Gruppenkommandeure :
| Début        | Fin         | Grade     | Nom                 |
| ------------ | ----------- | --------- | ------------------- |
| Octobre 1943 | 20 mai 1944 | Major     | Friedrich Lang      |
| 20 mai 1944  | ?           | Hauptmann | Karl Schrepfer (en) |
| ?            | ?           | ?         | ?                   |

#### 10.Panzerjägerstaffel/SG 1
Le 10.(Pz)/SG 1 est formé le 27 janvier 1944 à Orcha à partir du 10.(Pz)/SG 77.

Le 7 janvier 1945, le  10.(Pz)/SG 1 est renommé 2.(Pz)/SG 9.